# У Всесвіті разом зі Стівеном Гокінгом
«У Всесвіті разом зі Стівеном Гокінгом» (англ. Into the Universe with Stephen Hawking) — науково-документальний телевізійний міні-серіал 2010 року, за сценарієм британського фізика Стівена Гокінга. Серіал був створений для Discovery Channel компанією Darlow Smithson Productions, CGI (графіка) всесвіту, створена Red Vision. Прем'єра серіалу відбулася 25 квітня 2010 року в Сполучених Штатах і стартувала 9 травня 2010 року у Великій Британії зі зміненою назвою «Всесвіт Стівена Гокінга».
Оригінальний саундтрек був створений для серіалу композитором телебачення і кіно Шеріданом Тонгом, який поєднав записи симфонічного оркестру з електронними та семпльованими елементами. Саундтрек було записано та зведено в об'ємному звучанні 5.1 для трансляції у форматі HD для випуску на DVD та Blu-ray. Перший епізод «Прибульці» був завантажений на хостинг документального відео Vimeo 26 квітня 2010 року. Інші епізоди доступні на тому ж сайті. Крім того, епізоди також доступні для покупки в iTunes. Однак епізоди доступні лише у вигляді телевізійних шоу.
Гокінг з'являється на екрані у зв'язуючих сценах за допомогою власного синтезованого голосу, тоді як закадровий текст озвучив актор Бенедикт Камбербетч, який зіграв фізика у телевізійному фільмі «Гокінг» 2004 року на BBC.

## Епізоди
Епізод 1 : Прибульці
Епізод 2 : Подорож у часі
Епізод 3 : Історія всього (принаймні деякі частини цього епізоду були використані для прем'єрного епізоду фільму Curiosity під назвою «Чи створив Бог всесвіт?»)